# Ла-Мадлен (Шаранта)
Ла-Мадле́н (фр. La Magdeleine) — коммуна во Франции, находится в регионе Пуату — Шаранта. Департамент — Шаранта. Входит в состав кантона Вильфаньян. Округ коммуны — Конфолан.
Код INSEE коммуны — 16197.
Коммуна расположена приблизительно в 360 км к юго-западу от Парижа, в 65 км южнее Пуатье, в 50 км к северу от Ангулема.

## Население
Население коммуны на 2008 год составляло 120 человек.
| 1962 | 1968 | 1975 | 1982 | 1990 | 1999 | 2008 |
| ---- | ---- | ---- | ---- | ---- | ---- | ---- |
| 192  | 153  | 135  | 129  | 125  | 119  | 120  |

## Экономика
В 2007 году среди 64 человек в трудоспособном возрасте (15—64 лет) 45 были экономически активными, 19 — неактивными (показатель активности — 70,3 %, в 1999 году было 58,7 %). Из 45 активных работали 39 человек (24 мужчины и 15 женщин), безработных было 6 (4 мужчины и 2 женщины). Среди 19 неактивных 1 человек был учеником или студентом, 7 — пенсионерами, 11 были неактивными по другим причинам.

## Достопримечательности
- Церковь Сент-Маделен (XII век). Памятник истории с 1974 года[8]

## Фотогалерея
- Церковь Сент-Маделен
- Распятие
- Карта коммуны